# Carl Schurz
Carl Schurz (Erftstadt-Liblar, 1829. március 2. – New York, 1906. május 14.) 1848-as német forradalmár, majd az amerikai polgárháború tábornoka.

## Ifjúsága német földön
Köln mellett született. 1847-től Bonnban tanult, ahol Gottfried Kinkel professzor diákja lett. Diáktársai közül kitűnt szónoki képességeivel, és a forradalmár diákok egyik kedvenc szónoka lett. 1849 tavaszán részt vett a siegburgi katonai raktár megtámadásában, és a badeni felkelők soraiba lépett. Hadnagyi rangra emelkedett és Rastattba vezényelték, ahol az erőd kapitulált a porosz hadsereg előtt. Schurz a kivégzéstől tartva a szennyvízcsatornán keresztül menekült el az erődből. Svájcba menekült, míg Kinkel Spandauban fogságba került.  1850-ben titokban Berlinbe ment és az ő tervei alapján sikeresen kiszabadították Kinkelt a fogságból, majd az Egyesült Királyságba menekültek.
Schurz 1851-ben eltöltött egy pár hónapot Párizsban, ahol a forradalom győzött, de a későbbi III. Napóleon francia császár ekkor még a konszolidációt kereső britek kedvét kereste és nem próbálta a kontinentális brit hegemóniát felborítani. Ezért a franciák Schurzot, mint veszélyes idegent kiutasították. Visszatért Angliába és Kossuth Lajossal és más forradalmárokkal barátkozott. 1852. július 6-án elvette feleségül Margarethe Meyert és még ugyanebben az évben az Amerikai Egyesült Államokba utazott.

## Az Amerikai Egyesült Államokban
1852-ben Amerikába költözött. Előbb Philadelphiában, 1856-ben pedig a Wisconsin állambeli Watertownban telepedett le. Földárusítással foglalkozott, majd ügyvédi engedélyt szerzett. Rövid idő alatt a Republikánus Párt egyik legbefolyásosabb vezére lett. Támogatta John C. Frémont és Abraham Lincoln elnöki kampányát is, amiért az 1860. évi választások után Lincoln spanyol nagykövetnek nevezte ki. 1862 tavaszán a polgárháború kitörésének hírére visszatért Amerikába, és április végén lemondott posztjáról. Egyike volt azoknak, akik Lincolnt erőteljesebb rabszolgaság-ellenes fellépésre biztatta. 

### A polgárháborúban
Dandártábornoki rangban belépett az unió hadseregébe. Katonai felkészültsége és tapasztalata nyilvánvalóan nem volt, de az elnök a lekötelezettje volt, így úgynevezett politikai tábornok lett.
Franz Sigel vezénylete alatt két hónapnyi szolgálat után hadosztályparancsnokká emelkedett, a második Bull Run-i csatában már az I. hadtest harmadik hadosztályát irányítja. Sigel lemondása után a hadtest Oliver O. Howard vezérőrnagy irányítása alatt a XI. hadtest nevet kapja. 1863 márciusában Schurzot vezérőrnagyi rangra léptették elő, ezzel rangidőssé válik a hadosztályparancsnokok között, megelőzve Adolph von Steinwehr dandártábornokot is. Howard kétségtelenül tudta, hogy Schurz Lincoln barátja és a közhiedelem szerint Schurz a színfalak mögött azon ügyködött, hogy Sigel visszakapja a XI. hadtest vezényletét. Ez a törekvése nem járt sikerrel, Howard megtartotta beosztását.
A Chancellorsville-i csata után Schurz csillogtathatta szónoki képességeit a XI. hadtest védelmében. Schurz rendkívül fel volt háborodva, hogy a csata bűnbakjának a XI. hadtest lett megtéve. Hivatalos vizsgálatot követelt, majd pedig azt, hogy az ezredparancsnokok jelentéseit publikálhassák a védelmükben. Mindezt megtagadták tőlük, ami kétségtelenül leverte a megalázott hadtestet.

### A gettysburgi csata
1863. július 1-jén a gettysburgi csatában Howard ügyvivő hadtestparancsnoknak tette meg maga helyett, mikor John F. Reynolds vezérőrnagy halálával át kell vennie a balszárny három hadtestének irányítását. Reggel 10 órakor üzenetet kapott, hogy siessen Gettysburg felé. A hadosztályt Alexander Schimmelfennig dandártábornokra bízta azzal, hogy erőltetett menetben haladjon és ment jelenteni Howardnak. A Cemetery Hill (Temető-domb) magaslatán találkoztak és a jelentések alapján megvitatták a helyzetet.
Howard azt a döntést hozta, hogy Schurz a saját és Francis C. Barlow dandártábornok hadosztályával siessen Gettysburgbe az I. hadtest megsegítésére, míg Steinwehr tartalékban marad a Cemetery Hill elérése után. Schimmelfennig vezette a hadosztályt Gettysburgön át, az északi mezőkön túl Robert Rodes vezérőrnagy hadosztályával szemben. Rodes pontosan azokat a magaslatokat tartotta ellenőrzés alatt, ahova Schurz szeretett volna települni, így a Hagy-ház és a mummasburgi út környékén kerítéseket kezdtek felszaggatni, hogy a hadosztály vonalba fejlődhessen 
Howard ekkortájt megtudta a lovassági hadosztály vezetőjétől, John Buford dandártábornoktól, hogy az ellenség érkezése északkelet felől is várható és ezért utasította Schurzot, hogy küldjön előcsatározókat északkelet felé, nehogy mögéjük kerülhessenek. Schurz utasítására Schimmelfennig és a harmadik hadosztály a mummasburgi úttól keletre kezdett települni, két vonalban. Rodes időközben támadást indított az I. hadtest ellen, melynek jobb szélén Henry Baxter dandárja védekezett. Az utasítások miatt Baxter védelmét csak a XI. hadtest elővédje, a 45. New York-i ezred segítette George von Amsberg írányítása alatt, illetve a Dilger-üteg tüzérsége. Schurz Rodes csapatainak visszaverése után utasította Schimmelfenniget, hogy az I. hadtest jobbján sorakozzon fel és küldön három ezredet előcsatározónak.
Schimmelfennig hadosztályát Barlow követte. Neki Schurz azt az parancsot adta, hogy két kisméretű dandárját helyezze Schimmelfennigtől jobbra, úgy hogy Leopold von Gilsa ezredes dandárja csatlakozzon rá Schimmelfennig második dandárjára, Wladimir Krzyzanowski ezredesére, Von Gilsáéra pedig Adelbert Ames ezredes dandárja. Barlow nem tartotta magát Schurz parancsához és messze a Schimmelfennig-hadosztály vonalai elé ment. Jubal A. Early vezérőrnagy támadásakor Schimmelfennig vonalai ellen is erősödni kezdett a konföderációs aktivitás. Schurz a Hagy-ház padlásáról vette szemügyre a helyzetet és egy dandárnyi segítséget igényelt Howardtól. Ekkor tudomást szerzett róla, hogy Barlow, utasítását megszegve előrement a Blocher-buckához és jobb híján utánaküldte Krzyzanowski dandárját, hogy újból egyesítse a hadosztály arcvonalát. 
Az előretolt dandárokat és Krzyzanowskit túlerejű támadás érte. George P. Doles és John B. Gordon dandárja Krzyzanowskit futamította meg, míg Isaac E. Avery dandárja von Gilsa szárnya mögé hatolt. Harry T. Hays dandárja frontális támadást intézett Ames ellen. Schurz von Amsberg legközelebbi ezredét küldte Krzyzanowski szárnyát támadók ellen, de a XI. hadtestet megfutamították. A konföderációs harmadik hadtest támadó csapatai az I. hadtest sorait is áttörték, így Howard minden csapatának általános visszavonulást rendelt el a várostól délre fekvő magaslatokra, amelyen Adolph von Steinwehr hadosztályát hátrahagyta.
Barlow a Blocher-bucka feladása után, a megyei szegényszállás mellett megpróbálta megállítani menekülő csapatait és újra szilárd arcvonalat kiépíteni, de eközben súlyos sebesülés érte. Ames vette át a hadosztály vezetését. Schurz üzenetet küldött, hogy a város épületei között, valószínűleg a Crawford-ház környékén, létesítsenek ellenállási vonalat. Menekülés közben ellovagolt a Rastattból ismert Francis Mahler ezredes, a 75. pennsylvaniai gyalogezred parancsnoka mellett, aki halálos sebesülten végső búcsút intett Schurznak. Von Gilsa viszonylagos rendben visszavonuló csapatai ellenálltak Gettysburg házai között, mert az egymásra torlódó egységeknek nem maradt hely a menekülésre kijelölt Cemetery Hillt (Temető-domb) elérni a zsúfolt utcákon keresztül.
A Cemetery Hillen való felsorakozás után a csapatokhoz megérkezett Winfield Scott Hancock, aki átvette a balszárny parancsnokságát Howardtól. Howard visszaminősült a XI. hadtest parancsnokává, Schurz tehát visszavette a hadosztály-parancsnokságot. Schurz volt az utolsó tábornok, aki a menekülés után elérte a Cemetery Hillt. Mikor találkozott Winfield Scott Hancockkal, kezdetben mindketten idegesen figyelték, hogy a déliek támadnak-e, de aztán percről percre megkönnyebbültek, látva, hogy nem, míg az északi erők egymás után érkeznek kitölteni a hiányos sorokat.

### A nyugati hadszíntéren
1863. szeptember 24-én a XI. hadtest két hadosztálya a nyugati hadszíntérre lett rendelve. Azután Joseph Hooker vezérőrnagy parancsnoksága alatt harcolt Tennessee-ben, s részt vette a Wauhatchie-i ütközetben és a Chattanooga hadjáratban.

## A polgárháborús győzelem után
1865-ben Henry W. Slocum alárendeltjeként részt vett Mississippi állam katonai megszállásában. Sokat konfrontálódott William L. Sharkey ideiglenes kormányzóval, különösen annak az állami milícia feltámasztására tett kísérletén. Sürgette Slocumot, hogy tiltakozzon Andrew Johnson elnöknél. Johnson azonban Schurz ellen foglalt állást és támogatta Sharkeyt. A polgárháború után republikánus lapot indított Detroitban, Detroit Post címen. 1867-ben St. Louis-ba költözött, ahol a Westliche Post társtulajdonosa és szerkesztője lett.

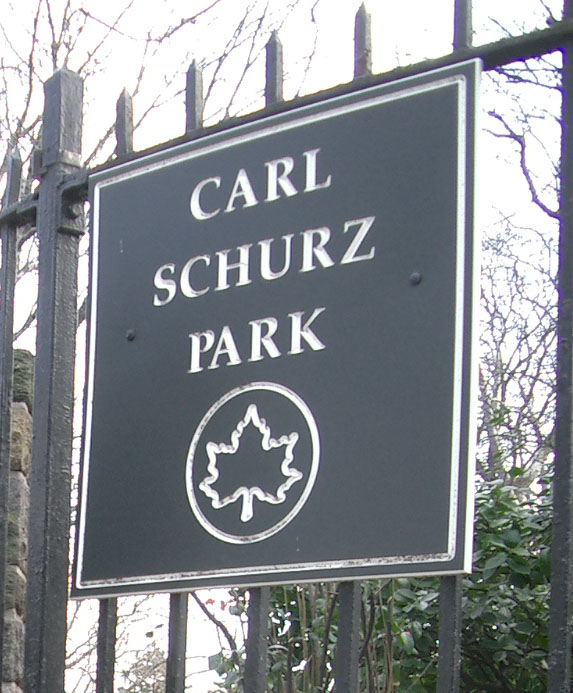
Carl Schurz Park, Manhattan, New York

Hamarosan politikai pályára lépett. 1868-tól Missouri államot képviselte a szenátusban, ő volt a szenátus első német születésű tagja. Szenátorként bátran küzdött a Ulysses Simpson Grant elnöksége alatt elterjedt korrupció ellen. 1876 és 1881 között belügyminiszter volt, ebben az állásban nagy érdemeket szerzett a déli államok lecsendesítésével és az indiánkérdés gyors és ügyes megoldásával. A század végén a Hamburg–Amerika közötti postagőzös-társulat képviselője volt New Yorkban.

## Művei
- A 12 legkiválóbb politikai beszéde (Speeches of Carl S.) Philadelphiában jelent meg (1865)
- Life of Henry Clay (Boston 1885, 2. köt.)
- Life of Abraham Lincoln (London 1892)
- The reminiscences of Carl Schurz (3 kötet)